# Когда все свои
«Когда́ все свои́» — российский художественный фильм 1998 года.

## Сюжет
Главный герой, проживающий в США и представляющий стереотипный образ «нового русского», приглашает к себе уборщицу по вызову — русскую девушку, которая ранее привлекла его внимание. Девушка, не подозревая ничего необычного, принимает вызов и приходит в дом. Положение принимает неожиданный оборот, когда хозяин дома, вооружившись ружьём, требует от неё ответной любви. Однако девушка, проявив находчивость, пытается оттянуть время: она предлагает выпить за знакомство и поговорить по душам. В это время официант, доставивший закуску, оказывается также представителем русской диаспоры. Таким образом, все участники эпизода оказываются выходцами из одной страны. Собираются все свои.

## В ролях
- Борис Щербаков — развозчик пиццы
- Михаил Кокшенов — рэкетир
- Ирина Розанова — Рита, уборщица

## Съёмочная группа
- Автор сценария: Анатолий Эйрамджан
- Режиссёр: Анатолий Эйрамджан

## Критика
Фильм получил  преимущественно негативные  отзывы в прессе.
По мнению журнала «Вестник», фильм с «удачным названием» — «не совсем удачный». Журнал также отмечал, что сюжет фильма о российских гражданах, живущих заграницей, «типичен для их менталитета».
Критик Светлана Хохрякова в газете «Культура» также дала отрицательную оценку фильму, раскритиковав сценарий и персонажей фильма, описывая «бессмысленность действий героев, их диалогов и сюжета фильма в целом».